# ارين كاريو
ارين كاريو هو ناقد أدبي كندي، ولد في 1966.